# Lonneke Slöetjes
Lonneke Slöetjes (Varsseveld, 15 novembre 1990) è un'ex pallavolista olandese, di ruolo opposto.

## Carriera

### Club
La carriera di Lonneke Slöetjes inizia nella stagione 2006-07 quando viene ingaggiata dal Longa'59, in Eredivisie, nel quale milita per tre annate: nella stagione 2009-10 passa invece al Pollux, con cui disputa due campionati.
Nell'annata 2011-12 si trasferisce nel club tedesco del Münster, in 1. Bundesliga, dove milita per due stagioni, per poi passare, nella stagione 2013-14 al Busto Arsizio, nella Serie A1 italiana, saltando buona parte del campionato per un infortunio. Nella stagione seguente torna in Germania, vestendo questa volta la maglia dello Schweriner.
Per il campionato 2015-16 si accasa al club turco del VakıfBank, in Voleybol 1. Ligi, con cui vince due Champions League, due campionati mondiali per club, la supercoppa turca 2017, la Coppa di Turchia 2017-18 e tre scudetti.
Torna a disputare la massima divisione italiana nella stagione 2019-20, quando viene ingaggiata dalla Savino Del Bene di Scandicci: al termine dell'annata prende una pausa dalla pallavolo per dedicarsi maggiormente alla famiglia, ufficializzando nel febbraio 2021 il proprio definitivo ritiro.

### Nazionale
Nel 2010 viene convocata per la prima volta nella nazionale dei Paesi Bassi, con la quale vince la medaglia d'argento al campionato europeo 2015, bissata nel 2017, e la medaglia di bronzo al World Grand Prix 2016, ricevendo il riconoscimento come miglior opposto in tutte e tre le competizioni; partecipa inoltre ai Giochi della XXXI Olimpiade di Rio de Janeiro, venendo premiata nuovamente come miglior opposto.

## Palmarès

### Club
- Campionato turco: 3

2015-16, 2017-18, 2018-19
- Coppa di Turchia: 1

2017-18
- Supercoppa turca: 1

2017
- Campionato mondiale per club: 2

2017, 2018
- Champions League: 2

2016-17, 2017-18

### Nazionale (competizioni minori)
- Montreux Volley Masters 2015

### Premi individuali
- 2015 - Montreux Volley Masters: Miglior opposto
- 2015 - Campionato europeo: Miglior opposto
- 2016 - Voleybol 1. Ligi: Miglior opposto
- 2016 - World Grand Prix: Miglior opposto
- 2016 - Giochi della XXXI Olimpiade: Miglior opposto
- 2017 - Champions League: Miglior opposto
- 2017 - Campionato europeo: Miglior opposto